# Аурора (провінція)
Аурора (філ.: Lalawigan ng Aurora; ілоко: Probinsia ti Aurora) — провінція Філіппін, розташована в східній частині регіону Центральний Лусон. Адміністративним центром є муніципалітет Балер. Аурора межує з провінціями Кесон, Булакан, Нуева Есіха, Нуева Віская, Кіріно та Ісабела. До 1979 року Аурора входила до складу провінції Кесон.

## Географія
Аурора є прибережною провінцією, що охоплює площу 3 147 км2. На сході провінція омивається Філіппінським морем. Провінція має тропічний клімат вологих лісів.
Адміністративно поділяється на 8 баранґаїв.

## Демографія
Згідно перепису 2015 року населення провінції становило 214 336 осіб. Щільність заселення становила 68 осіб на км2. Понад 80 % населення католики.

## Економіка
Основними сільськогосподарськими культурами є кукурудза та рис. В 2007 році муніципалітет Касігуран був долучений до тихоокеанської економічної зони. Цей муніципалітет повинен стати головним центром транзиту із провінції Аврора та сусідніх провінцій в Тихоокеанський регіон.